# Jozefina francia császárné
Joséphine de Beauharnais (magyarosan Jozefina, született Marie Josèphe Rose Tascher de La Pagerie; Les Trois-Îlets, Francia Királyság, 1763. június 23. – Rueil-Malmaison, Francia Királyság, 1814 . május 29. ), I. Napóleon francia császár első feleségeként Franciaország császárnéja hitvese 1804-es trónra léptétől 1810-es válásukig. Gyermekei első férjétől, Alexandre de Beauharnais tábornoktól származtak. Leánya, Hortense révén III. Napóleon császár anyai nagyanyja, míg fia, Eugène révén a dán-, görög- és svéd királyi házak felmenője. A mai Belgium, Svédország, Dánia, Norvégia és Luxemburg uralkodója az ő leszármazottja.

## Ifjúsága
Les Trois-Îlets-ben, Martinique szigetén született egy rabszolgaültetvényen, Joseph-Gaspard de Tascher lovagnak, La Pagerie urának, a tengerészgyalogság hadnagyának, Sanois gyümölcsöskertjei birtokosának leányaként. Nővére, Catherine-Désirée, akit egy francia katonatisztnek ígértek feleségül, 1777. október 16-án elhunyt. A tiszt, Alexandre de Beauharnais vikomt beleegyezett, hogy helyette Joséphine-t vegye nőül. A 15 éves leány 1779 októberében Franciaországba hajózott, és december 13-án Noisy-le-Grand-ban feleségül ment a vikomthoz.
A házasság nem volt boldog: a férjnek sok nőügye volt, és nehezen viselte gyarmatokon nevelkedett felesége faragatlanságát. 1786-tól már nem is éltek együtt, noha viszonyuk baráti maradt. Joséphine rövid ideig zárdába vonult, ahol kitanulta a korabeli illemszabályokat és az úri viselkedést. Hamarosan a párizsi társaság egyik legkedveltebb tagja lett, és már ekkor megkezdte különféle gyengéd kapcsolatok kiépítését fontos személyiségekkel.

## Beauharnais vikomtné
Két gyermeke született férjétől: egy fiú, Eugène de Beauharnais (1781–1824), aki 1806-ban Napóleon császár ösztönzésére Auguszta Amália hercegnőt, I. Miksa bajor király leányát vette feleségül, és egy leány, Hortense de Beauharnais (1783–1837), aki 1802-ben Napóleon fivéréhez, Louis Bonapartéhoz ment feleségül (az ő gyermekük, Charles-Louis Napoléon herceg lett a későbbi III. Napóleon császár). Gyermekein és unokáin keresztül Joséphine közvetlen ősanyjává vált a mai Belgium, Svédország, Dánia, Görögország, Norvégia, Luxemburg, Liechtenstein és Monaco királyi házainak. Szintén az ő közvetlen leszármazottja a híres svájci divattervező, Egon von Fürstenberg.
1794. március 2-án, a forradalmi terror idején az Közjóléti Bizottság elrendelte a férje letartóztatását. Carmes börtönébe zárták a vikomtot, és hamarosan az ellenforradalmi pénzügyi körökhöz közelállónak ítélt Joséphine-t is letartóztatták (1794. április 19.), két nap múlva pedig kiadták a hivatalos elfogatóparancsot, mire őt is Carmes-be szállították rabnak. Férjét guillotine általi halálra ítélték, és Párizsban, a mai Nation téren (akkoriban a Ledöntött Trónus terén), thermidor 5-én (július 23-án) kivégezték. Alexandre már arisztokrata származása miatt is gyanús volt, a fő vádpontként pedig azt hozták fel ellene, hogy 1793-ban nem védte megfelelően Mainz erődjét (francia nevén Mayence-ot).

## Napóleon felesége

A császárné koronázása (Jacques-Louis David festménye)

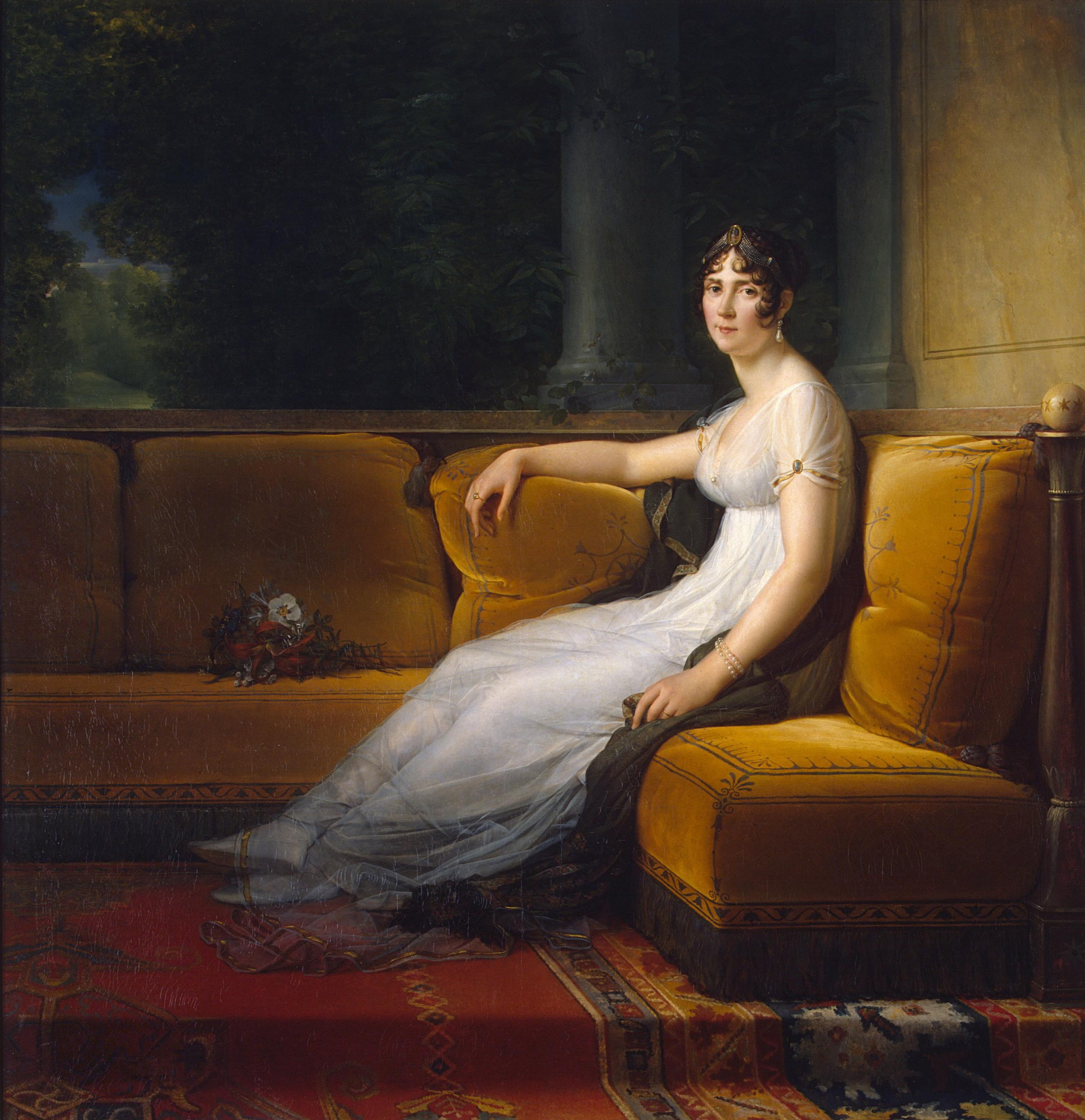
Joséphine de Beauharnais (François Gérard festménye).

Joséphine-t a biztos haláltól csak Robespierre bukása mentette meg: július 28-án Jean Lambert Tallien végre rendelkezett az özvegy kiszabadításáról. Joséphine eleinte pénzügyi gondokkal küszködött, amíg 1795 júniusában egy új törvény lehetővé nem tette számára, hogy birtokába vegye néhai férjének tulajdonát. Özvegyként Joséphine de Beauharnais több vezető politikus és befolyásos pénzember szeretője volt, feltehetően többek között Paul Barras-nak, a Direktórium egyik vezetőjének is. Ebben az időszakban ismerte meg Napoléon Bonaparte tábornokot, aki hat évvel fiatalabb volt nála. 1796. március 9-én házasodtak össze. Noha Jozefin hűtlen feleségnek bizonyult, és a házasság után folytatta nagyvilági életét, a forrásokból úgy tűnik, hogy férje mindvégig őszinte szerelemmel szerette.
Bonaparte a párizsi Notre Dame székesegyházban 1804. december 2-án saját magával egyszerre koronázta meg feleségét, noha választottja kezdettől fogva nagy ellenkezést váltott ki az összetartó Bonaparte családban (Napóleon édesanyja meg sem jelent a koronázáson, bár a császár megrendelésére készült protokolláris festményekre ráfestették őt is). Jozefina császárné, noha beutazta egész Európát, nagy népszerűségre tett szert és tehetségesnek mutatkozott a birodalom ügyeinek intézésében, képtelen volt gyermeket szülni a császár számára, mert még 1799-ben leszakadt alatta egy erkély, miközben termékenységi gyógykúrán volt (mert orvosai korábban üszögöt állapítottak meg nála), és belső sérüléseket szenvedett. Végül beleegyezett, hogy elváljon Napóleontól 1809-ben, amit 1810. január 10-én hivatalosan is deklaráltak. (Érdekesség, hogy ez volt az első válás a Code Civil, vagy Code Napoléon megjelenése óta.) 1811-ben a császár végül nőül vette Mária Lujza Habsburg–Lotaringiai osztrák hercegnőt, I. Ferenc osztrák császár legidősebb leányát, akitől már abban az évben megszületett fia, a későbbi II. Napóleon, melléknevén a „Sasfiók”, aki apjának lemondatása után nagyapjától a reichstadti herceg címet kapta.

## Utolsó évei és halála
Válása után a császártól kapott évjáradékon élő Joséphine a malmaisoni kastélyba költözött, Párizs közelében. Az épületet már 1800 körül felújíttatta, berendezte – valószínűleg már ekkor tisztában volt vele, hogy a válás elkerülhetetlen. Az ő kb. 200 fajta rózsával büszkélkedő kertjében többszöri keresztezéssel jött létre a mai tearózsa, sok mai rózsa őse. 1814-ben, nem sokkal Napóleon száműzetése után meghűlt (állítólag túl lenge ruhában fogadta a malmaisoni kertben a győztes orosz cárt, I. Sándort, hogy annak tetszését elnyerje, akkor fázott meg). Hamarosan bekövetkezett halála után a közeli Rueil-ben, a Szent Péter és Szent Pál-templomban temették el, fényes külsőségek mellett. Leányát, Hortense-t később anyja közelébe temették. Unokái között van francia császár, orosz nagyherceg, svéd királyné, brazil császárné és portugál herceg is.